# Нотбек, Владимир Владимирович
Владимир Владимирович фон Нотбек (9 июля 1865—1921, Верхнеудинск) — русский военачальник, генерал-лейтенант, участник Белого движения.

## Биография
Сын генерала от инфантерии Владимира Васильевича фон Нотбека (1825—1894).
- 1 сентября 1883 — Поступил на военную службу.
- 1885 — Окончил Пажеский корпус, выпущен подпоручиком в лейб-гвардии Егерский полк.
- 7 августа 1889 — Поручик.
- 1891 — Окончил Николаевскую академию Генерального Штаба (по 1-му разряду). Штабс-капитан гвардии с переименованием в капитаны Генштаба.
- Октябрь 1894 — цензовое командование ротой в лейб-гвардии 1-м стрелковом Его Величества батальоне.
- 28 июля 1892 — Помощник старшего адъютанта штаба 1-й гвардейской пехотной дивизии.
- 10 апреля 1892 — Старший адъютант штаба 1-й гвардейской пехотной дивизии.
- 21 июня 1893 — Помощник старшего адъютанта штаба войск гвардии и Петербургского ВО.
- 6 декабря 1898 — Подполковник. Заведующий передвижением войск по железнодорожным и водяным путям Петербургско-Двинского района.
- 1902 — Произведен в полковники за отличие по службе.
- 5 мая 1903 — Цензовое командование батальоном в лейб-гвардии Егерском полку.
- 8 октября 1905 — Командир 1-го железнодорожного батальона.
- 15 сентября 1906 — Окружной дежурный генерал штаба войск гвардии и Петербургского ВО.
- 1908 — Генерал-майор.
- 31 декабря 1910 — Начальник 2-й Финляндской стрелковой бригады, с которой вступил в мировую войну.
- Февраль 1915 — Отличился в боях на Вышковском и Тухлинском направлениях.
- 23 марта 1915 — Генерал-лейтенант.
- Май 1915 — Бригада развернута в дивизию.
- 3 июля 1915 — Начальник 1-й гвардейской пехотной дивизии.
- 25 апреля 1917 — Начальник VI АК, в составе 11-й армии.
- 9 сентября 1917 — Командующий 1-й армией.
- Ноябрь 1917 — Вышел в отставку.
- 1918 — Вступил в Красную армию, занимал пост военного руководителя Приволжского ВО. После захвата Самары частями Чехословацкого корпуса остался у белых, вступил добровольно в русско-чешский полк и сражался на фронте рядовым стрелком.
- 9 марта 1919 — Назначен в резерв чинов при штабе Омского военного округа.
- 31 марта 1919 — В резерве офицеров Генерального штаба при Главном штабе.
- 15 июня — 18 июля 1919 — Помощник командующего войсками Приамурского военного округа.
- 18 июля 1919 — Член военного совещания Приамурского военного округа.
- 23 сентября 1919 — Председатель постоянной думы кавалеров Георгиевского оружия.
- 1920 — На учете при управлении коменданта г. Иркутска.

## Семья
- Жена: Александра Карловна (урожд. фон-Лерхе)[1]
- Сыновья: Вячеслав Владимирович (1893—1946) — капитан лейб-гвардии Егерского полка; Владимир Владимирович (1895—1956) — штабс-капитан лейб-гвардии Егерского полка[2].

## Награды
- Орден Святого Станислава III степени (1895)
- Орден Святой Анны III степени (1896)
- Орден Святого Станислава II степени (1898)
- Орден Святой Анны II степени (1901)
- Орден Святого Владимира IV степени (1905)
- Орден Святого Владимира III степени (1906)
- Орден Святого Станислава I степени (06.12.1911)
- Орден Святой Анны I степени с мечами (ВП 04.06.1915)
- Орден Святого Георгия IV степени (приказ от 28.3.1917) — за бои в начале февраля 1915 на Вышковском и Тухлинском направлениях.